# Kvítkovice
Kvítkovice (en allemand : Kwitkowitz) est une commune du district de České Budějovice, dans la région de Bohême-du-Sud, en République tchèque. Sa population s'élevait à 130 habitants en 2023.

## Géographie
Kvítkovice se trouve à 12 km à l'ouest de České Budějovice et à 125 km au sud de Prague.
La commune est limitée par Čakov au nord, par Dubné au nord-est, par Habří au sud-est, au sud et à l'ouest, et par Jankov à l'ouest.

## Histoire
La première mention écrite du village date de 1263.

## Transports
Par la route, Kvítkovice se trouve à 13 km de České Budějovice et à 163 km de Prague.